# Ancema yasa
Ancema yasa är en fjärilsart som beskrevs av Hans Fruhstorfer 1912. Ancema yasa ingår i släktet Ancema och familjen juvelvingar. Inga underarter finns listade i Catalogue of Life.